# Катастрофа Ил-18 в Ульяновске
В понедельник 26 декабря 1960 года близ Ульяновска при посадке потерпел катастрофу Ил-18А компании Аэрофлот, в результате чего погибли 17 человек.

## Самолёт
Ил-18А с бортовым номером 75651 (заводской — 188000405, серийный — 004-05) был выпущен заводом ММЗ «Знамя Труда» 18 сентября 1958 года, а затем передан Главному управлению гражданского воздушного флота. 9 октября следующего года он поступил во Внуковский авиаотряд Московского территориального управления гражданского воздушного флота (Московское ТУ ГВФ), а 19 декабря 1960 года — в Школу высшей лётной подготовки ГВФ. Также в декабре 1960 года на самолёте были заменены двигатели с НК-4 на АИ-20. Всего на момент катастрофы авиалайнер имел 144 часа налёта и 178 посадок.

## Предшествующие обстоятельства
Самолёт выполнял полёт, в котором отрабатывалась летная тренировка командиров экипажей — слушателей ШВЛП. В общей сложности экипаж состоял из 13 человек:
- заместитель командира отряда М. И. Тарасов
- командир эскадрильи И. С. Моткин
- штурман Ш. А. Хасьянов
- бортмеханик Ф. Н. Петришин
- бортрадист А. Н. Фомин
- КК-слушатели:
  - Г. В. Алексеев
  - А. Я. Ильин
  - А. Н. Урюпин
- КК-экстерники:
  - В.И.Палий
  - А. С. Козлов
- курсанты-диспетчеры:
  - Г. Ф. Великанов
  - И. С. Демихов
- бортмеханик-слушатель А. П. Гордеев

В 12:17 МСК (13:17 местн. вр.) Ил-18 вылетел из ульяновского аэропорта Баратаевка, а в 12:53 приземлился в куйбышевском аэропорту Курумоч. Далее до 18:00 МСК были выполнены 10 учебных полётов. После этого в Курумоче на борт сели 4 служебных пассажира — бригада рабочих Воронежского авиазавода по ремонту самолетов и инженер по эксплуатации. В 18:00 МСК Ил-18 вылетел из аэропорта, совершил один тренировочный заход по кругу, а после набора высоты занял эшелон 3300 метров и направился к Баратаевке.

## Катастрофа
Над Ульяновском ночное небо было затянуто слоисто-кучевыми облаками высотой 373 метра, в которых наблюдалось обледенение. Непосредственно пилотировали самолёт командир эскадрильи Моткин, сидящий в левом кресле, и заместитель командира отряда Тарасов, сидящий в правом кресле. В 18:22 экипаж связался с диспетчером посадки и доложил о подходе к аэропорту на высоте 3300 метров. В ответ диспетчер указал, что посадка будет осуществляться по курсу 204°, после чего дал разрешение снижаться до высоты 1000 метров с докладом о пролёте ДПРС. После того, как с самолёта прозвучал доклад о пролёте ДПРС, диспетчер дал разрешение снижаться до высоты 400 метров к началу второго разворота и дальнейший заход на посадку правой коробочкой. Выполнив четвёртый разворот, экипаж на высоте 350 метров вышел на визуальный полёт. Пройдя ДПРС на высоте 200 метров, экипаж доложил о пролёте и сообщил, что видит ВПП, в связи с чем запрашивает разрешение на посадку. Руководитель полётов разрешил выполнить посадку правее основной ВПП. Экипаж подтвердил получение информации и включил фары.
Следуя по посадочной глиссаде, на высоте 120—150 метров Ил-18 вдруг резко перешёл в пикирование, а затем в 19:42 местного времени (18:42 МСК) под углом 50—60° врезался в поле в 1240 метрах до БПРС, после чего полностью разрушился и частично сгорел. Все 17 человек на борту самолёта погибли.

## Причины катастрофы

### Эксперименты с Ил-18
Результаты опроса экипажей самолётов Ил-18 показали, что ранее такого ненормального поведения самолёта не было. Тогда 6 января 1961 года в аэропорту Внуково на Ил-18 борт СССР-75722 были проведены тренировочные заходы на посадку. Когда на высоте 150 метров экипаж полностью выпустил закрылки (40°), самолёт начал резко опускать нос, а приборная скорость упала до 230 км/ч. При этом появилась отрицательная перегрузка меньше единицы, из-за чего штурман и бортрадист даже отделились от сидений. Тогда командир дал команду убрать закрылки до угла 30° и увеличить режим двигателей до 80 %, сам он при этом выводил самолёт штурвалом. После потери 40 метров высоты Ил-18 вернулся в нормальное положение, а затем совершил посадку. При осмотре авиалайнера на земле были обнаружены признаки слабого обледенения. Тогда комиссия решила провести на этом же Ил-18 (борт 75722) лётные исследования.
17 января при полёте в условиях слабого обледенения с выключенной противообледенительной системой (ПОС) хвостового оперения при даче штурвала от себя, то есть на пикирование, при перегрузке в 0,3g, самолёт показал неустойчивость по перегрузке, что выразилось в тенденции к дальнейшему увеличению отрицательной  перегрузки при неизменном положении руля высоты. Причиной этого стал начинающийся срыв потока на нижней поверхности горизонтальных стабилизаторов. Если же отдачей штурвала от себя вводили самолёт в перегрузку 0,2g, то происходил уже полный срыв потока на нижней поверхности стабилизаторов, из-за чего самолёт терял продольную управляемость, перегрузка возрастала до −0,7g и начиналось неуправляемое пикирование, которое переходило в отвесное, даже несмотря на уборку закрылков. После потери 500 метров высоты экипаж сумел восстановить продольную управляемость авиалайнера, после чего начал выводить его из пике. Ил-18 вышел в горизонтальный полёт после суммарной потери высоты 1000 метров. Сразу после этого была включена ПОС, а дальнейший полёт проходил вне облаков. Через 20 минут самолёт совершил посадку. Несмотря на задействованную ПОС, при осмотре на земле на передней кромке стабилизатора было обнаружено сохранившееся значительное количество льда.

### Выводы
1. На режиме предпосадочного планирования с закрылками на 40° наличие на передней кромке стабилизатора даже слабого обледенения вызывает резкое ухудшение характеристик обтекания горизонтального оперения, приводящее к срыву потока. При отсутствии обледенения на указанных углах атаки обтекание сохраняется нормальным, без нарушения продольной устойчивости и управляемости.
2. Преждевременный срыв потока зависит от размеров и формы льда на передней кромке. Поэтому при сильном обледенении срыв потока может произойти на обычном режиме полета с закрылками на 40°.
3. Траектория движения в экспериментальном полете и при катастрофе Ил-18 № 75651 практически совпадают.
4. При наличии обледенения от слабого до интенсивного с учетом недостаточной эффективности ПОС хвостового оперения можно считать несомненным наличие обледенения на передней кромке стабилизатора Ил-18 № 75651 в момент катастрофы.
5. Материалы экспериментального полета Ил-18 № 75722 17.01.61 дают основание считать, что единственной причиной катастрофы является потеря управляемости после довыпуска закрылков на 40° в результате преждевременного срыва обтекания с нижней поверхности горизонтального оперения при нормальном пилотировании вследствие обледенения передней кромки стабилизатора. В сложившейся обстановке экипаж был лишен всякой возможности восстановить управляемость и предотвратить катастрофу.— 